# Arendal (stacja kolejowa)
Arendal – stacja kolejowa w Arendal, w regionie Agder w Norwegii, jest oddalona od Oslo o 317 km.

## Położenie
Jest końcową stacją linii Arendalsbanen i Treungenbanen. Leży na wysokości 7,5 m n.p.m.. Stacja jest oddalona o 5 min od centrum.

## Ruch pasażerski
Stacja obsługuje bezpośrednie połączenia do Stavanger, Kristiansand i Oslo. 

## Obsługa pasażerów
Kasa biletowa, poczekalnie, telefon publiczny, ułatwienia dla niepełnosprawnych, parking na 20 miejsc, parking rowerowy, kiosk, kawiarnia, automatyczne skrytki bagażowe, przystanek autobusowy.